# Rumer Godden
Rumer Godden (eigenlijk Margaret Rumer Godden, OBE (Eastbourne, 10 december 1907 – Dumfries, 8 november 1998) was een Engelse schrijfster die opgroeide in Brits-Indië.
Veel van haar romans en kinderverhalen spelen zich dan ook af in het land waar zij haar jeugdjaren doorbracht. Ze schreef een aantal boeken samen met haar zus, Jon Godden, die ook zelfstandig boeken schreef. Godden ging over tot het Rooms-katholicisme toen zij in Engeland terugkeerde.

## Beknopte bibliografie
- Chinese Puzzle (1936)
- Black Narcissus (1939)
- Breakfast with the Nikolides (1942)
- The River (1946)
- The Doll's House (1947)
- The Mousewife (1951)
- Miss Happiness and Miss Flower (1951)
- Kingfishers Catch Fire (1953)
- An Episode of Sparrows (1956)
- The Fairy Doll (1955)
- The Greengage Summer (1958)
- The Battle of the Villa Fiorita (1963)[2]
- Home is the Sailor (1964)
- The Kitchen Madonna (1966)
- Two Under the Indian Sun (1966)
- In This House of Brede (1969)
- The Diddakoi (1972)
- Shiva's Pigeons (1972)
- The Peacock Spring (1975)
- Five For Sorrow, Ten For Joy (1979)
- The Dark Horse (1981)
- A Time to Dance, No Time to Weep (1987)
- A House with Four Rooms (1989)
- Coromandel Sea Change (1991)
- Cromartie vs. the God Shiva (1997)

- Bibsys: 90111722
- Biblioteca Nacional de Chile: 000138504
- Biblioteca Nacional de España: XX1155627
- Bibliothèque nationale de France: cb11905225z (data)
- Catàleg d'autoritats de noms i títols de Catalunya: 981058613108406706
- CiNii: DA03511855
- Digitale Bibliotheek voor de Nederlandse Letteren: godd009
- Gemeinsame Normdatei: 118639277
- International Standard Name Identifier: 0000 0003 6856 1026
- Library of Congress Control Number: n79063768
- Nationale Bibliotheek van Letland: 000160655
- MusicBrainz: b023e9da-6f54-4c5e-a305-d59e364f2a8c
- Bibliotheek van het Japanse parlement: 00441094
- Nationale Bibliotheek van Tsjechië: jn20000601920
- Nationale bibliotheek van Australië: 35129322
- Nationale Bibliotheek van Israël: 987007261865305171
- Nationale Bibliotheek van Polen: a0000001097532
- Nationale en Universitaire bibliotheek Zagreb: 000005615
- Nederlandse Thesaurus van Auteursnamen: 069018375
- Istituto Centrale per il Catalogo Unico: RAVV032026
- LIBRIS: 209460
- SNAC: w6z89jh1
- Système universitaire de documentation: 026894947
- Trove: 835226
- Virtual International Authority File: 110463979
- WorldCat: E39PBJf4bjxpcdVKBqVYxyc3wC